# Drasche-Lázár Alfréd

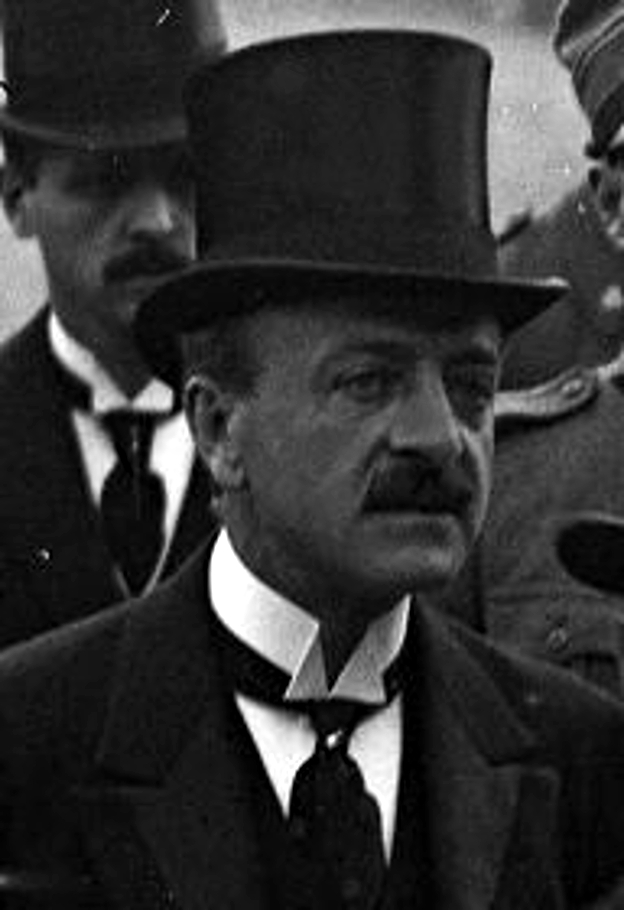
Drasche-Lázár Alfréd közvetlenül a trianoni békeszerződés aláírási eseménye előtt, Nagy Trianon kastély, Versailles, Párizs, Franciaország, 1920. június 4.

Thordai Drasche-Lázár Alfréd Artúr Béla (Dorog, 1875. június 15. – Meyerhofen, 1949. augusztus 28.) diplomata, politikus, író, a trianoni békeszerződés egyik aláírója magyar részről.

## Pályafutása
Flamand nagyiparos családból származik. 1900-tól mint miniszterelnökségi fogalmazó dolgozott. 1904-ben gazdag nyelvtudása révén a Külügyminisztériumban diplomatavizsgát tett. Több évnyi pénzügyminisztériumi, majd miniszterelnökségi munka után, 1913-tól miniszteri tanácsosként megkapta a Miniszterelnökség elnöki osztályának vezetését, 1914-től pedig a sajtóirodát is hatáskörébe vonták, ami a korban egyet jelentettet a főcenzori tisztséggel.
1920 júniusában a trianoni békeszerződés elfogadhatatlansága miatt lemondott békedelegáció helyett, Benárd Ágost társaságában őt jelölték ki rendkívüli követnek és megbízott miniszternek az aláírásra. Június 3-án érkeztek meg versailles-i szállásukra és június 4-én, egy mindössze negyedórás ceremónia után, délután fél ötkor, Benárd után – aki állva írt alá – másodikként az asztalhoz ülve látta el kézjegyével a dokumentumot. Vállalva mindennek politikai felelősségét, egészen 1922-ig folytatta diplomáciai karrierjét. 1930-tól az IBUSZ elnöke, 1932-től a budapesti lapok szindikátusának igazgatója volt.

## Írói munkássága
Drasche-Lázár íróként 1906-tól tárcáival több országos lapban is feltűnt (például Magyar Hírlap, Pester Lloyd stb.), és már 1917-ben nagyobb sikereket ért el Tűzpróba című regényével, amely a Lux-filmgyár kezdeményezésére 1918-ban filmvászonra is került. Több színművet is írt, amelyeket nagy sikerrel játszottak a budapesti és pozsonyi színházak. Egyebek mellett operettszöveget is írt Zágon István társaságában, Ángyán Béla zenéjére a Délibáb hercege címmel. 
Sokszor az irodalmi kritika kereszttüzébe került, anekdotikus és gyakran túlbonyolított cselekményű írásai nem nyerték meg sem a szakma, sem a szélesebb közönség tetszését. Amyr című regénye egyenesen kudarc volt, Illés Endre, a Nyugatban 1930-ban Apró bírálatok címmel írt korántsem hízelgő kritikát a regényről. A Tölgyes Ádám névre hallgató íróról szóló történet Illés szerint „naiv bonyolultságában zavarosan átlátszó történet”, majd hozzáteszi: „semmi, semmi élet nincs ebben az Amyrban. S még ennél is kevesebb irodalom”. A regény hűvös fogadtatása miatt Drasche-Lázár egyre ritkábban jelentkezett műveivel. 1944-ben Meyerhofenbe (Ausztria) emigrált, ahol 1949. augusztus 28-án érte a halál.

### Művei
- A nő és a kígyó és egyéb elbeszélések; Rózsavölgyi, Bp., 1913
- Enyém vagy! Regény; Franklin, Bp., 1917
- Tűzpróba (Franklin Társulat, 1917)
- Az az átkozott pénz (regény, Bp., 1917)
- Boldogság (színmű, Bp., 1918)
- Egymás közt (regény, Bp., 1918)
- A kutyabőr s egyéb történetek; Lampel, Bp., 1918 (Magyar könyvtár)
- Éva kis keze. Regény; Franklin, Bp., 1919
- Tűzkereszt. Regény. A "Tűzpróba" folytatása; Franklin, Bp., 1919
- Tűzpróba. Színmű; Lampel, Bp., 1920 (Fővárosi színházak műsora)
- Cicisbeo. Regény; Franklin, Bp., 1921
- Quatrocento. Költemény egy felvonásban; Franklin, Bp., 1921
- Tied az élet!. Regény; Franklin, Bp., 1922
- Marianne öröke. Regény; Franklin, Bp., 1923
- Dorilas. Tizenhárom mese nagyok számára; Franklin, Bp., 1924
- Azaldár. Regény; Singer-Wolfner, Bp., 1925 (Egyetemes regénytár)
- Tegnap és ma (regény, Bp., 1926)
- Füst, illat és szerelem; Tolnai, Bp., 1927 (Tolnai regénytára)
- 2222 (regény, Bp., Athenaeum, 1928)
- A titokzatos vendégek. Regény, 1-2.; Tolnai, Bp., 1929 (Tolnai regénytára)
- Kicsiny a világ és egyéb elbeszélések; Glória, Bp., 1929? (Értékes könyvek)
- Rózsa Mária és egyéb elbeszélések; Tolnai, Bp., 1929 (Tolnai regénytára)
- Amyr (regény, Bp. 1930)
- Az egyenes út (regény, Bp., 1933)
- A délibáb hercege (operettszöveg, társszerző Zágon István és Ángyán Béla)

### Filmek
- Tűzpróba (saját regényének adaptációja, Lux filmgyár, 1918)